# Baie de Chipoudy
Pour les articles homonymes, voir Chipoudy.
La baie de Chipoudy (en anglais : Shepody Bay) est située au sud-est de la province canadienne du Nouveau-Brunswick. Elle constitue l'estuaire de la rivière Petitcodiac. Elle commence peu après le confluent entre la Petitcodiac et la Memramcook, entre les villages de Hopewell Cape et de Dorchester Cape. Elle se termine environ 14 kilomètres au sud, où une ligne formée par la pointe à Marie (Marys Point), l'île aux Meules et le cap Maringouin la sépare de la baie de Chignectou.
La baie est dominée à l'ouest par le mont Chipoudy et les collines calédoniennes. Le principal affluent à part la rivière Petitcodiac est la rivière Chipoudy. Sur la rive ouest se trouvent quelques villages et les fameux rochers de Hopewell. La rive est, formée par le cap Maringouin, compte un seul hameau, Johnson's Mills.